# Romance (narrativa)
El término romance (del inglés, romance) o román (del francés roman) suele utilizarse, en la actual teoría de la literatura, para hacer referencia a un relato extenso de ficción, normalmente en prosa, que se diferencia de la novela moderna porque presenta un mundo imaginario en el que los personajes y situaciones pertenecen a la esfera de lo maravilloso y lo insólito. En francés e inglés, su origen se encuentra en ciertas obras en verso de la literatura francesa que llevaron el título de "roman", como el Roman de la Rose o el Roman de Troie, pero luego se extendió su uso a obras en prosa, generalmente de tema caballeresco.

## Orígenes y usos del término "romance" en castellano
El vocablo apareció en la Alta Edad Media, al evolucionar el latín de diferentes maneras en territorios del antiguo Imperio Romano; a las nuevas lenguas se aplicó un término genérico que las identificaba como miembros de una misma familia, como lingua romana (en el sentido de vulgar), mientras que a la lengua que se mantenía para la alta cultura se la llamó lingua latina, la lengua originaria del Lacio (Latium). En otras lenguas de esta familia aparecieron expresiones similares que identificaban la acción de traducir obras latinas a lenguas románicas, como enromanzier, romançar o romanzare. De estas expresiones se derivó el sustantivo que identificaba las nuevas obras literarias escritas en esos idiomas, como romanz, romant o romanzo.
Estas obras llegaron al ámbito hispano en el siglo XV, cuando ya se había desarrollado el género poético-musical al que se aplicaba el nombre de romance, motivo por el cual en castellano el nuevo género se tradujo tomando el término italiano novella, palabra de origen jurídico (“novedad”) que en el sentido de “relato breve sobre un suceso nuevo y curioso” había pasado del provenzal al italiano, desde el que lo tomarían otros idiomas, más comúnmente en el sentido de “relato breve”. En castellano, esa distinción entre “romance” y “novela” que existe en el resto de idiomas europeos sólo se puede hacer con las denominaciones “novela” y “novela corta”. Para referirse al género medieval del roman, en castellano se ha usado tanto “novela” (novela de caballerías) como “libro” (por ejemplo, el Libro del caballero Zifar), pero raramente “romance”.

## Historia del romance
La palabra romance parece que deriva de la denominación que se dio a las primeras obras de este género, escritas en lengua "romance". Datan de los siglos XI y XII. Los géneros más a la moda se desarrollaron en el sur de Francia a finales del siglo XII (materia de Francia) y se expandieron hacia el este y el Norte con traducciones e interpretaciones nacionales individuales. Temas pertenecientes a la materia de Bretaña habían viajado por entonces en la dirección opuesta, alcanzando el sur de Francia desde Gran Bretaña y la Bretaña francesa. En consecuencia, es particularmente difícil determinar cuánto de este "romance" temprano debe a los modelos de la antigua Grecia y cuanto a las epopeyas en verso folclóricas como Beowulf y el Cantar de los Nibelungos.
La trama estándar de un romance temprano consiste en una serie de aventuras. Siguiendo un esquema tan antiguo como Heliodoro, ya tan perdurable que aún se utiliza en las películas de Hollywood, el héroe pasará por una serie de aventuras antes de encontrarse con su dama. Seguiría una separación, con un segundo grupo de aventuras que llevarán a la reunión final. Las variaciones mantuvieron vivo el género. Las aventuras inesperadas y peculiares sorprendieron a la audiencia en romances como Sir Gawain y el Caballero Verde. El romance se desarrolló hasta clásicos como el Roman de la Rose, escrito primero en francés, y famoso hoy en inglés gracias a la traducción que hizo Geoffrey Chaucer.
Estos "romances" originales eran obras en verso, adoptando un "alto lenguaje" aunque adecuado para empresas heroicas y para inspirar la emulación de virtudes; la prosa era considerada "baja", más adecuada para la sátira. El verso permitía que perdurara la cultura de las tradiciones orales, aun así se convirtió en el idioma de los autores que compusieron sus textos cuidadosamente - textos que se difundirían por escrito, preservando de esta manera la cuidadosa composición artística. Los temas eran aristocráticos. La tradición textual de libros manuscritos ornamentados e ilustrados permitieron el patronazgo de la aristocracia o por las clases urbanas con dinero que se desarrollaron en los siglos XIII y XIV.
Los siglos XIV y XV vieron la emergencia de los primeros romances en prosa junto con un nuevo mercado de libros. Era un mercado desarrollado ya antes de que se divulgara la imprenta: los autores en prosa podían hablar un nuevo idioma, una lengua que evitaba la repetición inherente al verso. La prosa podía arriesgarse a un nuevo ritmo y a pensamientos más largos. Aun así necesitaba el libro escrito para preservar las formulaciones coincidentes que el autor había elegido. Las leyendas, vidas de santos y visiones místicas en prosa fueron el principal objeto de este nuevo mercado de producciones en prosa. La élite urbana y las lectoras de clases altas y de los monasterios leían prosa religiosa. Los romances en prosa aparecieron como una moda nueva y cara en este mercado. Sólo podía florecer verdaderamente con la invención de la imprenta y con el papel convertido en un medio más barato. Ambos logros llegaron en la segunda mitad del siglo XV, cuando el antiguo romance estaba ya enfrentándose en una dura competición con un buen número de géneros más breves; el más destacados de estos géneros era la novela, una forma que nació en el curso del siglo XIV.